# Knock Me Down
«Knock Me Down» — песня американской рок-группы Red Hot Chili Peppers, второй сингл из альбома Mother’s Milk. Текст песни высмеивает стереотипы из эгоистической жизни типичной рок-звезды, также в ней поднимается тема борьбы с наркотиками. «Knock Me Down» стал вторым большим хитом группы (после «Higher Ground») и достиг шестой строчки в чарте Modern Rock Tracks.

## Тематика композиции
Композиция «Knock Me Down» стала провозвестником самых радикальных изменений в музыкальном стиле группы. Интроспективная лирика, в которой анализировалась смерть Хиллела Словака и разрушительный эффект наркотиков, была новым подходом для Кидиса, который до этого писал песни о сексе и гедонистическом стиле жизни. Однако, вокалист не хотел, чтобы песню расценивали как «манифест против злоупотребления наркотиками», отмечая: «эта песня о готовности принять помощь от своих друзей, когда вы в ней нуждаетесь, будь то проблемы с наркотиками или другие личные неприятности». По словам музыкального журналиста Джеффа Аптера, «Knock Me Down» стал «самым важным треком для группы, который в корне изменил восприятие к музыкантам; оказалось, что „Перцы“ были чем-то большим, чем просто фрики с носками на причиндалах». В музыкальном плане, композиция объединяет типичный панковский стиль ранних Chili Peppers, но делает более весомый акцент на гармонию и мелодию, которая навеяна альтернативной музыкой. Изначально «Knock Me Down» задумывалась как дуэт Кидиса и Фрушанте, однако песня была перемикширована перед самым выпуском сингла. По случайности в новой версии на первый план был выдвинут голос Фрушанте.
Вокалист Энтони Кидис и гитарист Джон Фрушанте поют песню одновременно, но микс был сделан таким образом, что вокал Фрушанте превалирует над голосом Кидиса. Оригинальная версия песни (4:44), была выпущена на бонусном диске альбома, она содержит дополнительный куплет и расширенный бридж. В этой версии упор сделан на вокал Кидиса.
В 1988 году Хиллел Словак, бывший гитарист группы, умер от передозировки героина. Песня была посвящена его памяти; по словам Кидиса: «Это песня о наркозависимости, о раздутом эго — чувстве, что ты непроницаем и невосприимчив к силам природы и жизни. Также, эта песня о моей любви к своему другу — Хиллелу».
Сингл содержит би-сайд «Millionaires Against Hunger», который был записан во время сессий для альбома Freaky Styley.
Гитарный рифф «Knock Me Down» был навеян песней «Miss You» группы The Rolling Stones.
«Knock Me Down» доступна в плей-листе видеоигры Guitar Hero: On Tour.

## Отзывы критиков
Грэг Прато из AllMusic писал в своём обзоре:
Прорывной диск Mother’s Milk стал дебютной записью „Перцев“ в новом составе, его сильными сторонами несомненно были кавер-хит «Higher Ground» и особенно «Knock Me Down». Альбом был посвящён Хиллелу Словаку, а эта песня была своего рода данью погибшему гитаристу. В момент смерти Словака, Кидис злоупотреблял тяжелыми наркотиками, связи с этим, он точно знал, какой ад пережил его друг. Лирика содержит антинаркотический посыл, что особенно очевидно в припеве. В музыкальном плане, содержит привычную для „Перцев“ смесь из панка, фанка и рока, но представляет собой одну из самых сдержанных композиций группы [на тот момент] (она не такая экспрессивная, как, скажем, «True Men Don’t Kill Coyotes», «Fight Like a Brave», «Magic Johnson» и т.д.).

## Музыкальное видео
Видеоклип был снят режиссёром Дрю Кэроланом, который уже руководил съемками клипа на песню «Higher Ground». В клипе снялся американский актёр Алекс Уинтер.

## Список композиций и форматы издания
| Компакт-диск, промосингл (1989) 1. «Knock Me Down» — 3:44 2. «Millionaires Against Hunger» (прежде не издавалась) — 3:28 3. «Fire» — 2:03 4. «Punk Rock Classic» — 1:47 Компакт-диск, версия 1(1989) 1. «Knock Me Down» — 3:44 2. «Punk Rock Classic» — 1:47 3. «Magic Johnson» — 2:57 4. «Special Secret Song Inside» — 3:16 Компакт-диск, версия 2 (1989) 1. «Knock Me Down» — 3:44 2. «Magic Johnson» — 2:57 3. «Punk Rock Classic» — 1:47 4. «Jungle Man» — 4:08 Грампластинка, формат 7" (1989) 1. «Knock Me Down» — 3:44 2. «Punk Rock Classic» — 1:47 3. «Pretty Little Ditty» — 1:37 | Грампластинка, формат 7" — версия 2 (1989) 1. «Knock Me Down» — 3:44 2. «Punk Rock Classic» — 1:47 3. «Pretty Little Ditty» — 1:37 Грампластинка, формат 7" — версия 3 (1989) 1. «Knock Me Down» — 3:44 2. «Punk Rock Classic» — 1:47 3. «Magic Johnson» — 2:57 4. «Special Secret Song Inside» — 3:16 Грампластинка, формат 12" (1989) 1. «Knock Me Down» — 3:44 2. «Millionaires Against Hunger» (прежде не издавалась) — 3:28 3. «Fire» — 2:03 4. «Punk Rock Classic» — 1:47 Грампластинка, формат 7" (только в Австралии) (1989) 1. «Knock Me Down» — 3:35 2. «Show Me Your Soul» — 4:20 |  |

## Участники записи
| Red Hot Chili Peppers - Энтони Кидис — ведущий вокал - Джон Фрушанте — гитара, вокал - Фли — бас-гитара, бэк-вокал - Чэд Смит — ударные, бубен | Дополнительные музыканты - Вики Калхун — бэк-вокал |